# Яромир Стретті-Зампоні
Яромир Стретті-Зампоні  (чеськ. Jaromír Stretti-Zamponi; 11 червня 1882 — 29 грудня 1959) — відомий художник і графік з Чехії XX ст.

## Біографія, походження
Його батько, Карел Стретті, був лікарем і служив лікарем у вельможній родині Меттерніх. А дід Карло Стретті був купцем. Родина була забезпеченою. Його бабця була італійкою, вважають, що схильність до мистецтва два брати і онуки бабці, Віктор та Яромир Стретті (обидва майбутні художники), успадкували від неї.

## Навчання і творчість
1886 року брати разом із батьками перебралися на житло у Краловські Виногради. Яромир рано виявив художні здібності, багато малював та мав тверду, сильну руку. Сталося так, що фахової художньої освіти він немав. Яромир був по великому рахунку автодидакт. Починав як художник-станковіст, але постійне малювання навернуло його до графіки.
Первісно він виступав під іменем Яромир Зампоні, це було прізвище ще його бабусі-італійки. Потім додав до прізвища Зампоні, аби більше відрізнятися від брата Віктора, що теж працював як художник і графік.
Вже 1906 року в 24-річному віці в Рудольфінумі (Прага) відбулася виставка, де Яромир експонував низку власних творів з краєвидами чеської столиці. А через чотири роки він вже взяв шлюб з пані Зденкою Рейнсберговою. 1910 року в родині Яромира народився син Маріо, згодом він стане теж художником і продовжить художню династію.
Матеріальний стан родини дозволяв подорожі і майже півтора року Яромир Стретті-Зампоні перебував у Парижі, відомому художньому центрі Європи. Модернізм та руйнівні течії у французькому мистецтві початку 20 ст. не мали помітного впливу на реалістичну манеру Яромира. В 1920 році він виступав як експерт Будівельної комісії про перебудові Чернінського палацу та декотрих споруд Празького Граду.
Не забував він і графіки. В його творах переважали чеські, празькі та італійські теми. Використовував техніки офорта, акватинти, літографії, пастелі. Остання дозволяла швидко накидати пейзажний чи міський мотив просто на вулиці.
Яромир Стретті-Зампоні став також одним із засновників (разом із Шомоном Тавіком Франтішеком) Товариства чеських художників-графіків імені Вацлава Холлара.

## Вибрані графічні твори
- Париж, набережна біля Нотр Дам[4]
- Празький Град взимку. Вигляд з передмістя[4]
- Катедральний сробор Св. Віта[4]
- Париж, набережна з букіністами[4]
- Зимовий мотив з носієм хмизу[4]
- Під Карловим мостом, Прага[4]